# Fuerte Vastenburg

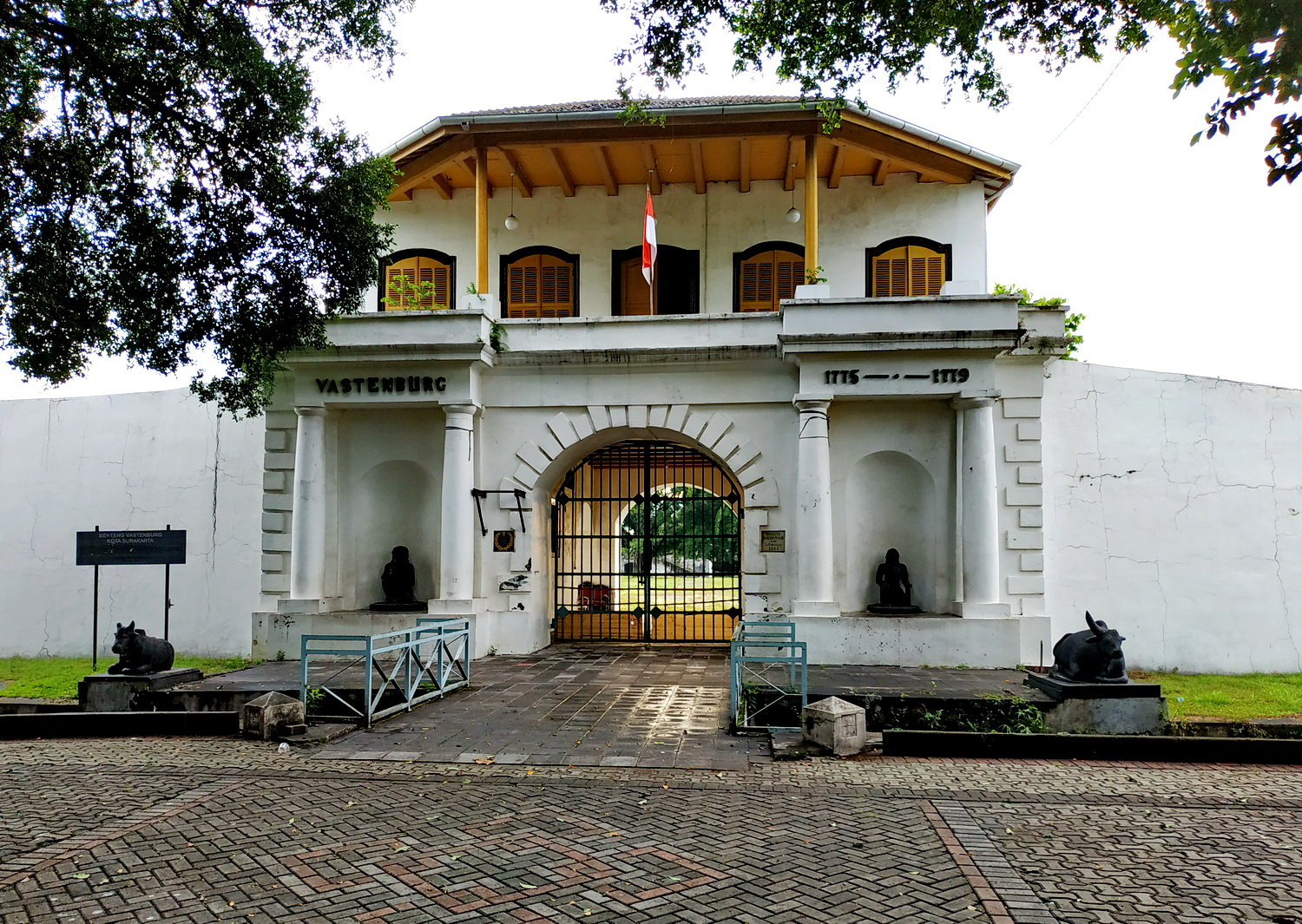
Fuerte Vastenburg en Surakarta.

El Fuerte Vastenburg' (en neerlandés: Fort Steadfast, en javanés: ꦧꦺꦠꦺꦁꦥ꦳ꦱ꧀ꦠꦼꦤ꧀ꦧꦼꦂꦒ꧀, romanizado: Béténg Vastenburg) ), también llamado Fort Surakarta Fuerte Surakarta, es un fuerte holandés del siglo XVII situado en Gladak, Surakarta, Java Central, Indonesia. Es un lugar emblemático de Surakarta, pero se enfrenta a polémicas relacionadas con los múltiples propietarios que reclaman diferentes partes del fuerte. Como resultado, el fuerte permanece abandonado y amenaza con ser demolido por varias partes privadas que reclaman su propiedad.

## Descripción
Tiene forma cuadrada con cuatro bastiones. Está rodeado por un muro de carga de 6 metros de altura y un foso seco. Tres portales proporcionan entrada al fuerte desde el este, el oeste y el norte. Un puente levadizo proporcionaba acceso al portal principal del fuerte por el oeste, pero ha sido demolido.

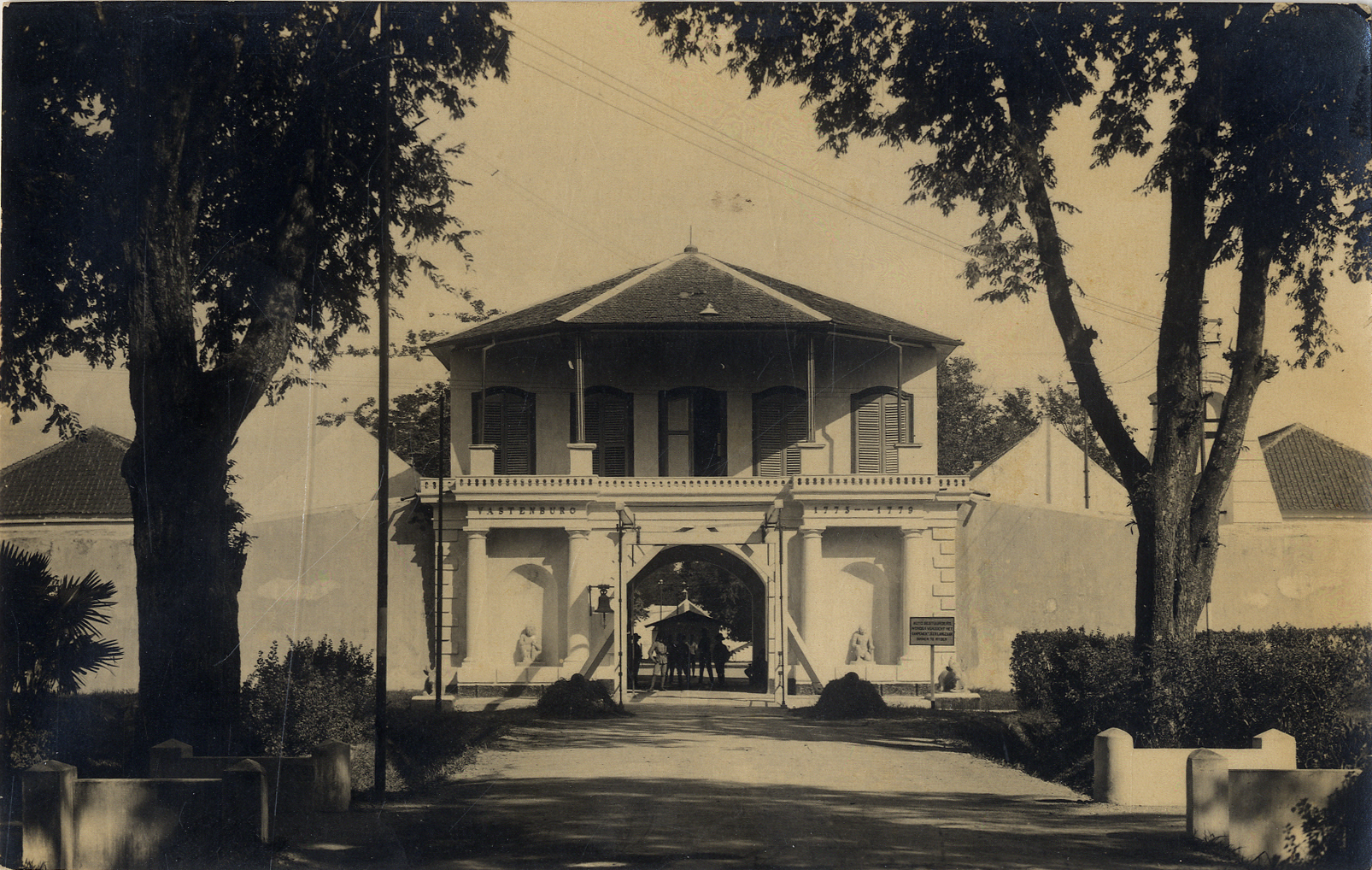
Fuerte Vastenburg.

## Historia
Existen opiniones divergentes sobre la fecha de construcción del Fuerte Vastenburg. La mayoría coinciden en que se construyó en 1743 y se terminó en 1745, siguiendo la orden del Gobernador general de las Indias Orientales Neerlandesasl. Baron van Imhoff. Llamado primero de Grootmoedigheid («magnanimidad»), más tarde el nombre del fuerte pasó a ser Vastenburg («leal») (1750).
Existe otra afirmación según la cual de Grootmoedigheid era diferente de Fort Vastenburg. En esta afirmación, la construcción del Fuerte Vastenburg se inició en 1755 y se completó en 1779, en sustitución de un puesto comercial de Grootmoedigheid que fue construido en 1743 cerca de Bandar Beton cerca del Río Solo. De Grootmoedigheid formaba parte de una serie de redes de defensa establecidas por la Compañía Neerlandesa de las Indias Orientales (VOC) para mantener la seguridad en la red comercial javanesa.
La función principal del fuerte era albergar al residente (administrador colonial) y a la guarnición de las Indias Orientales Holandesas para la región de Java Central. El fuerte mantenía el orden en Surakarta, especialmente entre las realezas. A diferencia de la corte real de Yogyakarta, relativamente unida, el Sunanato de Surakarta era díscolo. En 1757, PakMangkunegara Iubuwono II se enfrentó a una rebelión local de su pariente real Mangkunegara I. En virtud del [Tratado de Salatiga] holandés, Raden Mas Said decidió construir su propio palacio (más pequeño), el Palacio Mangkunegaran, estableciendo una segunda corte real en la ciudad. Esto debilitó el sentido de integridad de la ciudad, por lo que en Fuerte Vastenburg se comprobó el posible conflicto entre realezas.
El fuerte Vastenburg fue objeto de nuevas mejoras entre 1772 y 1788. En el siglo XIX, el interior del fuerte contiene una serie de edificios militares que rodean un patio central. Los edificios incluyen residencias para los miembros del ejército (por ejemplo, el comandante, el capitán y el teniente), un hospital militar, una farmacia.
Durante el gobierno de Herman Willem Daendels, de influencia francesa, se decidió que el sistema de fuertes ya no era la mejor estrategia para mantener el orden en el imperio colonial. Se cambió la estrategia de defensa centrada por la de defensa territorial, en la que en lugar de permanecer en un fuerte, la caballería y la artillería se situaban en una zona más abierta en la periferia. Se construyeron cuarteles alrededor de la ciudad, como el cuartel para las caballerías en Kestalan y el cuartel para los soldados de artillería en Stabelan. Otra estrategia militar introducida por Daendels fue la construcción de carreteras para permitir la movilidad de los soldados. Los puntos estratégicos de la ciudad se conectaron con nuevas carreteras: la carretera frente al fuerte Vastenburg lo conectaba con los fuertes de Kartasura, Boyolali, Salatiga, Ungaran y Semarang. La casa de los residentes se trasladó fuera del fuerte, aunque seguía estando cerca. Los europeos ya no se quedaron en el fuerte, sino en sus alrededores, formando una nueva comunidad de estilo europeo, con instalaciones como Societeit. Este asentamiento europeo aún puede verse, sobre todo, en los alrededores del fuerte Vastenburg.
Durante la ocupación japonesa, Fuerte Vastenburg fue utilizado por el ejército Bala Dai Nippon. Tras la Declaración de Independencia de Indonesia, Fuerte Vastenburg fue utilizado por el Ejército Nacional para mantener la independencia. De la década de 1970 a la de 1980, se utilizó como campo de entrenamiento para el Mando de Reserva Estratégica del Ejército (Kostrad), que actuaba como Agencia de Defensa y Seguridad de RI. Los edificios del interior del recinto se dividieron en residencias para los miembros del ejército y sus familias. A partir de este momento, el fuerte cayó en el abandono. Así se mantuvo hasta 1986.

### Cuestión de los múltiples propietarios
Ha habido varios intentos de reutilizar el terreno alrededor del fuerte. En noviembre de 2008, uno de los propietarios del fuerte decidió construir un hotel de trece plantas y un centro comercial en su cima. Esto provocó las protestas del público. En 2015, se construyó un nuevo edificio bancario, propiedad de Danamon, al oeste del fuerte. El gobierno de la ciudad de Surakarta ha intentado en varias ocasiones hacerse cargo del fuerte para uso público. Fue nombrado sitio cultural protegido en la ordenanza n.º 1/2012 sobre Preservación Cultural. La ciudad también creó una ordenanza que impedía a siete de los propietarios de terrenos del Fuerte Vastenburg prorrogar sus permisos de uso del suelo. Los otros dos titulares habían prorrogado el permiso de uso del suelo hasta 2032. Desde 2013 se han celebrado varios eventos en Fort Vastenburg, como el Carnaval de Solo, el Gran Concierto de Gamelán, el Festival de Jazz de la Ciudad de Solo, el Festival Internacional de Artes Escénicas de Solo, el Festival Culinario de Solo, el Festival Imlek, el Baile de 24 horas de Solo y las Artes Kampoeng de Solo.